# Annonciation d'Ascoli
L'Annonciation d'Ascoli, ou Annonciation avec Saint Emidio, est une tempera sur bois, transposée sur toile de 207 × 147 cm réalisée par Carlo Crivelli, datée de 1486 et conservée à la National Gallery de Londres. Elle est signée OPVS CAROLI CRIVELLI VENETI 1486 .
C'est l'une des œuvres les plus célèbres de l'artiste, dans laquelle la combinaison de la rationalité de la perspective de la Renaissance et de la décoration gothique atteint son apogée, ce qui en fait l'un des chefs-d'œuvre de la Renaissance les plus importants des Marches.

## Histoire
Le retable a été peint pour l'église de l'Annunziata Santissima des franciscains d'Ascoli Piceno dans les Marches.
La signature et la date se trouvent à la base des pilastres richement décorés qui mènent à la pièce où est la Vierge. Les mots LIBERTAS et ECLESIASTICA peuvent également être lus sur la marche surélevée au premier plan, entrecoupés de trois armoiries, celle d'Ascoli Piceno, celle d'Innocent VIII et celle de l'évêque de la ville Prospero Caffarelli
Cette inscription rappelle un fait précis de l'histoire de la ville pour laquelle le panneau a été peint. Presque un siècle plus tôt, en 1390, la ville avait en effet obtenu, grâce aux accords de Fano (1357) et au cardinal Albornoz, la « Libertas Ecclesiastica », c'est-à-dire l'autonomie administrative au sein des États pontificaux, mais cette autonomie a ensuite été révoquée. À l'initiative probable du chancelier Grazioso Benincasa, deux citoyens furent envoyés à Rome voir Sixte IV  avec une demande particulière. Le pape prit du temps, peut-être surpris par la demande, et le 16 février 1482 nomma l'évêque de Camerino Silvestro del Lavro commissaire, afin qu'il lui fasse un rapport sur le fond de l'affaire. Dans un mémoire daté du 22 mars, le pontife annonça l'arrivée du commissaire dans la ville (« vir prudens et gravis vobisque affactissimus »), mais les citoyens dès qu'ils reçurent l'avis, prirent les devants et, interprétant le texte papal « habilement », anticipèrent la concession des Libertas et s'abandonnèrent à la joie ; cela se passa le 25 mars, jour de la fête de l'Annonciation.

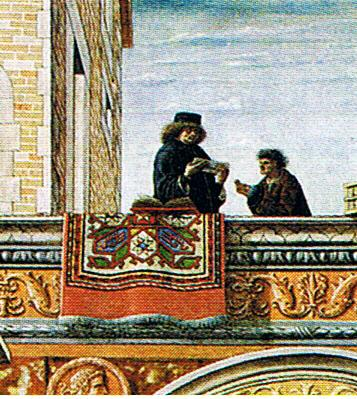
L'arrivée de la « Deuxième Annonce ».

Lorsque Del Lavro atteignit Ascoli, il trouva la ville en liesse et les collecteurs des impôts papaux déjà partis : il rapporta les faits au pontife, mais ce dernier, engagé dans la guerre contre Ferdinand Ier de Naples (lié à la ville), fut contraint d'accepter le fait accompli et ne réussit qu'à exiger, par une lettre de son neveu Girolamo Riario, que la ville paie la quote-part annuelle de trois mille ducats à la Chambre apostolique.
Pour célébrer l'événement, la ville commanda au moins deux tableaux de l'Annonciation : un à Pietro Alemanno en 1483 (pinacothèque d'Ascoli) et un à Crivelli.
L'œuvre resta dans sa chapelle d'origine jusqu'en 1790, quand les émissaires du gouvernement napoléonien s'en emparèrent et la transférèrent à Brera, où elle entra avec le numéro de catalogue 747, le 24 septembre 1811. Les faits sont décrits par Amico Ricci en 1834, qui ignorait comment l'histoire surprenante de l'exportation du chef-d'œuvre avait eu lieu le 27 mai 1820. À cette date, l'antiquaire Auguste-Louis De Sivry obtint, en échange d'une Samaritaine attribuée au Caravage, mais maintenant considérée de Battistello Caracciolo, cinq tableaux, dont un de Marco Palmezzano, deux de Cima da Conegliano, une copie du Corrège et l'Annonciation d'Ascoli. On peut attribuer aux dirigeants de Brera responsables de cette mauvaise affaire (pas du tout dérangés par la détention d'œuvres obtenues de manière irrégulière, et que personne n'envisagea de rendre une fois la dictature napoléonienne vaincue,.) une circonstance atténuante : le mauvais état de conservation de l'œuvre qui nécessita son transfert sur toile en 1881.
En réalité, le tableau est dans des conditions de conservation presque parfaites, ce qui a fait douter à Testi (1915) que l'Annonciation d'Ascoli soit bien celle de De Sivry, mais en réalité, comme l'a démontré Norman Davies, le transfert sur toile indique la précarité du support, qui devait être endommagé et délabré, et non celui de la surface picturale.
Le retable de Crivelli aboutit en arrivant en Angleterre sur le marché des antiquaires où, après quelques passages dans des collections privées, il entre dans les collections de la National Gallery en 1864, enrichissant la présence déjà ostentatoire de Crivelli dans le musée : un tel attachement des Anglais à l'artiste des Marches s'explique par le fait qu'il représentait toutes les caractéristiques évidentes des artistes de la première Renaissance exaltées dans ces années par le romantisme et, surtout, par les préraphaélites. Une reproduction de l'Annonciation apparaît déjà dans l'un des premiers guides de la National Gallery de Londres, alors qu'il s'agissait d'une édition fortement résumée.

## Description et style

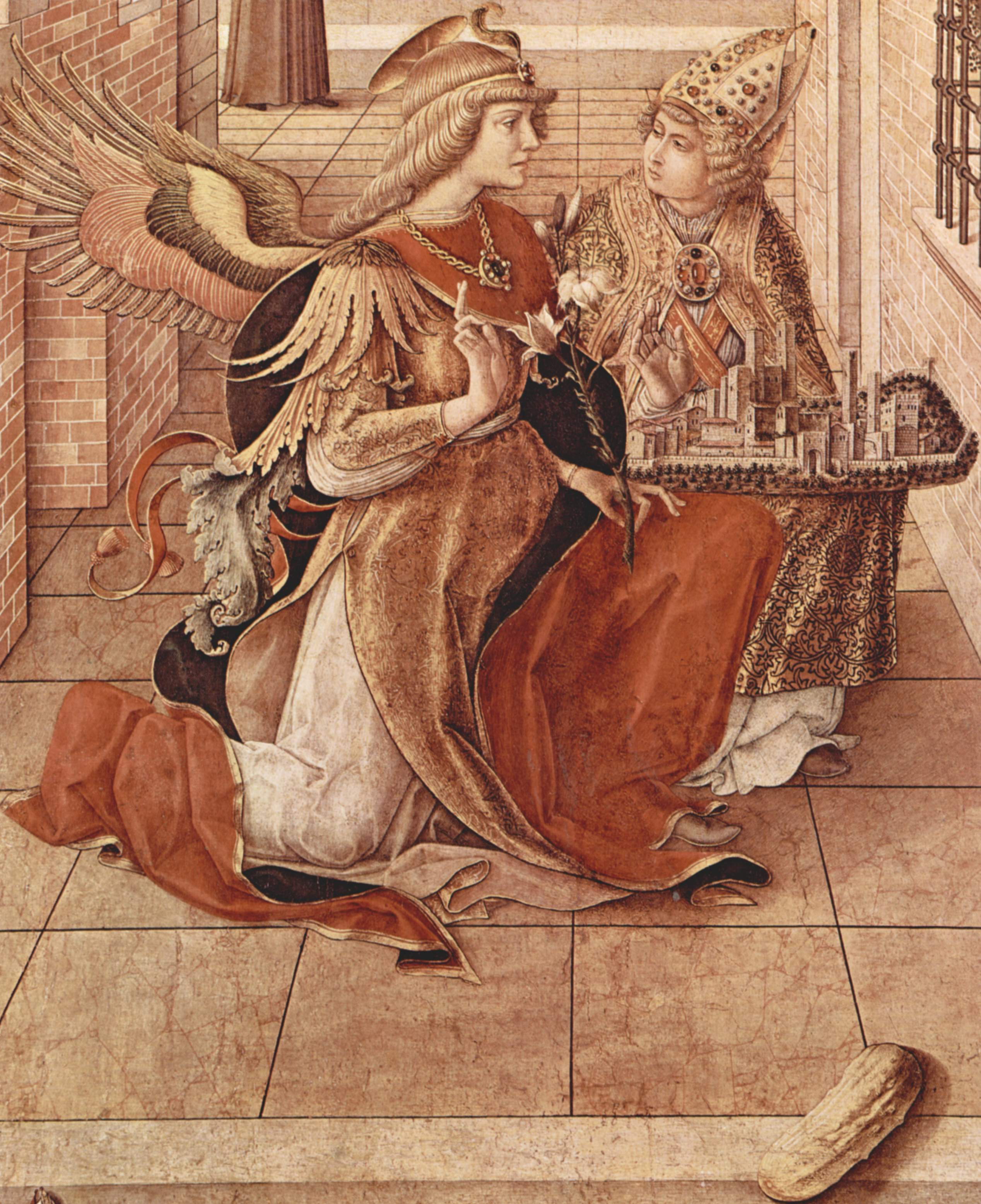
Détail de l'Ange annonciateur.

Le thème de l'annonce, lié au jour de l'événement pour la ville, rappelle symboliquement la « Bonne Nouvelle » reçue : ce sens est mis en valeur par l'inscription, et surtout par la présence des armoiries de la ville, de l'évêque et du pontife, réunis dans la plus haute concorde. La présence même de saint Emidio, saint patron d'Ascoli, qui offre une maquette de la cité à l'archange Gabriel est en soi un unicum et montre les liens entre l'œuvre et les événements contemporains.
La scène se déroule dans une rue de la ville, où vient de se glisser l'ange, surplombé par la maison de Marie qui occupe la moitié droite. Le tableau précédent le plus similaire est celui de l'Annonciation de Girolamo di Giovanni da Camerino à la pinacothèque de Camerino (1460).

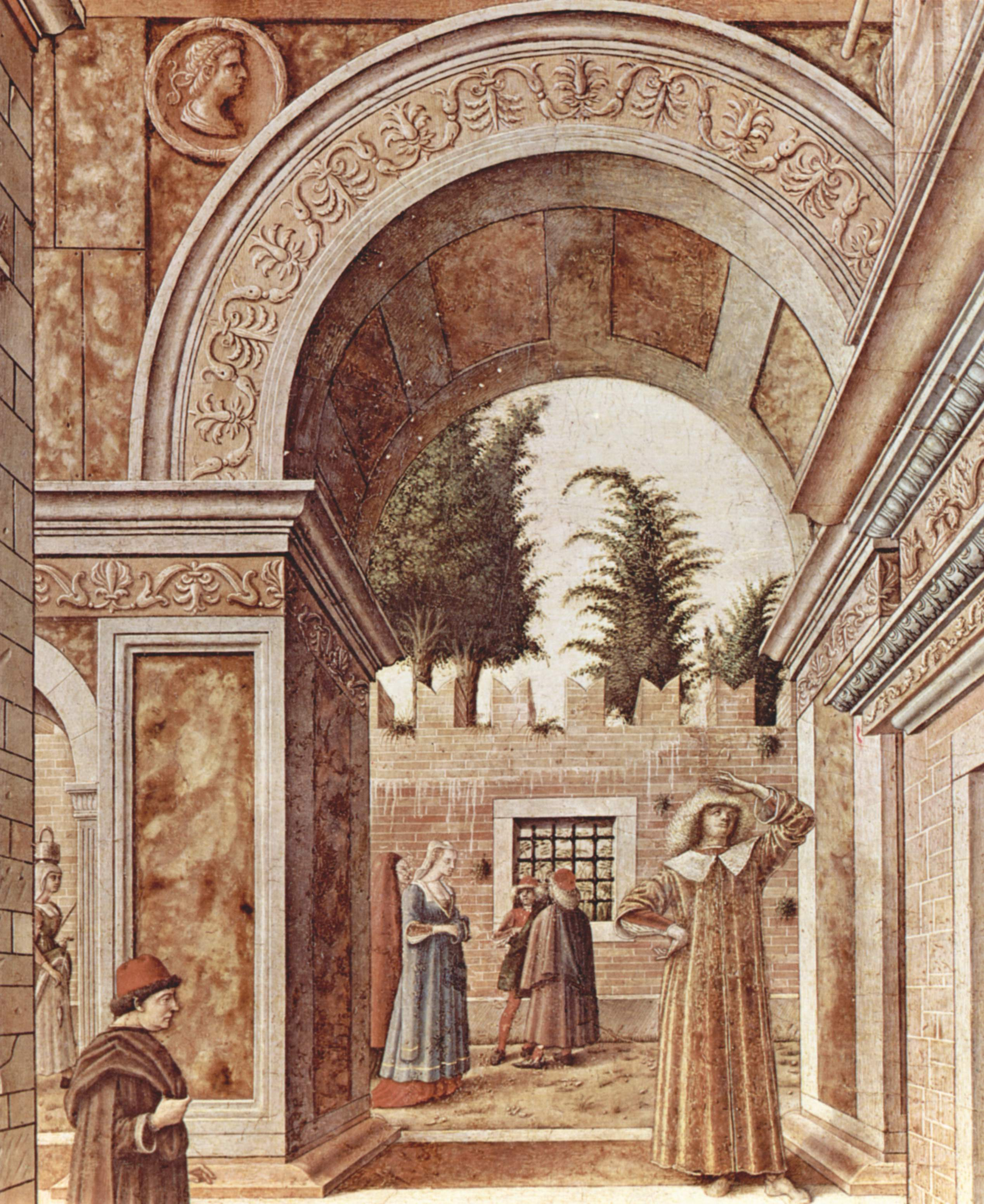
Détail du point de fuite.

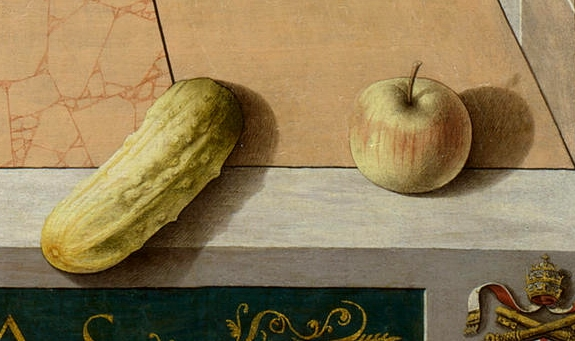
Détail des objets posés sur le rebord feint.

La scène se déroule avec une vue en perspective vertigineuse de la rue à gauche, se terminant par une arche ; cette construction spatiale s'inspire d'une composition peinte trente ans plus tôt par Andrea Mantegna dans la chapelle Ovetari de Padoue (le martyre de Saint-Christophe ). À travers un trou dans le mur, un rayon divin accompagne le vol de la colombe du Saint-Esprit, qui atteint Marie humblement agenouillée devant le lutrin sur lequel elle consultait les Évangiles. La chambre de la Vierge est représentée avec une attention portée aux détails, y compris à des éléments symboliques qui sont tombés dans la vie quotidienne, tels que le lit soigneusement fait, signe d'une vie chaste et virginale, ou l'extraordinaire nature morte d'objets au-dessus de l'étagère, comprenant une bouteille en verre, symbole de la Pureté, ou une bougie allumée, symbole de la Foi. Une fenêtre avec une grille, réalisée avec une maîtrise totale de la perspective, contient un petit arbre dans un vase, allusion à l'inévitable hortus conclusus, et exprime la communication idéale entre l'ange et Marie. L'artiste a porté une grande attention au rendu des matériaux les plus disparates, du bois au tissu, des joyaux brillants de la robe et de la mitre de l'évêque à l'opacité de la terre cuite ou du tapis étalé sur le bord de la loggia du palais de Marie (un bâtiment élaboré et pleinement Renaissance), où il y a aussi un paon, autre symbole christologique d'immortalité. À côté de cette fidélité optique, il y a un véritable triomphe décoratif, donné par la richesse des bas-reliefs dorés qui ornent le bâtiment et ceux voisins. Tout cela est encore renforcé par la lumière dorée qui imprègne toute la scène.
Sur la gauche, la rue regorge de personnages inspirés par la vie civile d'Ascoli de l'époque : des personnages issus d'un magistrat civil, des religieux et autres passants. Ici aussi, de nombreux détails sont tirés du monde quotidien, tels que les tapis étalés au soleil, les arbres, les cages à oiseaux, les colombes dressées sur des poteaux sortant d'un pigeonnier, le tout sur fond de ciel bleu intense. Les pigeons, les lettres, les feuilles renvoient tous au thème de l'attente du message papal, comme le souligne le geste de l'homme près du point d'appui de la perspective, sous l'arc, qui soulève le bras vers le haut, se protégeant de la lumière avec le main, attendant le message fatidique apporté par une colombe ; ce message arrive alors et est lu par l'homme qui regarde du dessus de l'arc, apporté par l'homme près de la cage.
Dans une telle démonstration de compétence, certains éléments de virtuosité de la perspective ne pouvaient manquer, présents dans de nombreuses autres œuvres de l'artiste et inspirés de la culture figurative de l'art padouan :  la courge qui fait saillie au premier plan vers le spectateur, comme pour l'inviter à le ramasser, et la pomme, soigneusement ombragée, qui est placée à proximité, éléments symboliques rappelant la fécondité de Marie (qui à cet instant est conçue par le Saint-Esprit) et le Péché originel qui sera lavé par l'incarnation et le sacrifice du Christ.
La richesse des détails fait que, presque comme dans une œuvre flamande, chacun d'eux a une vie presque indépendante, une singularité marquée, bien que tout participe à l'unité formelle et substantielle du retable.

## Analyse
Selon Daniel Arasse 
la perspective semble exercice de style, démonstration de savoir-faire moderne ; elle installe le lieu de l'anecdote humaine, la ville. Mais elle est trop démonstrative, redondante presque : elle ne porte donc qu'une part du sens global de l'image. Au premier plan, une pomme et une courge manifestement symboliques annulent l'effet éventuellement vraisemblable de l'architecture ; de plus le rayon surnaturel qui descend sur la Vierge nie toute perspective ou profondeur : il parcourt la « surface » du panneau et il pénètre la chambre de Marie par un orifice dont la seule justification est précisément de permettre un tel passage. Le palais de la Vierge apparait dès lors comme tout entier investi du divin, non pas architecture réelle, mais « lieu architectural » de la Vierge et toute l'image laisse transparaitre l'affirmation d'un surnaturel échappant à une détermination seulement humaine. En accord avec le milieu provincial dévot et conservateur, Crivelli met au point un art qui est comme le primitivisme magnifié, exalté dans un refus de transformations trop radicales.

## Source de traduction
- (It) Cet article est partiellement ou en totalité issu de l’article de Wikipédia en italien intitulé « Annunciazione di Ascoli » (voir la liste des auteurs).